# Labirintul (film din 1986)
Labirintul (titlu original: Labyrinth) este un film american muzical fantastic de aventură din 1986 regizat de Jim Henson. Rolurile principale au fost interpretate de actorii David Bowie și  Jennifer Connelly.

## Prezentare
Sarah Williams este o fetiță de 13 ani pasionată de basme. Într-o seară, ea se trezește nevoită să aibă grijă de fratele ei vitreg mai mic, Toby. Încercând să-i potolească lacrimile spunându-i povestea unui rege al kobolzilor care s-a îndrăgostit de o tânără fată umană, ea pronunță o sentință fatidică care duce copilul într-o lume imaginară guvernată de Jareth, regele androgin și tulburat al kobolzilor. Ea va trebui să-l urmeze în acest univers fantastic populat de kobolzi, spiriduși și zâne și, pentru a-l împiedica pe băiat să devină el însuși kobold, să treacă în mai puțin de 13 ore de încercările labirintului lui Jareth...

## Distribuție
- Jennifer Connelly ca Sarah Williams, o fată de 15 ani care intră în labirint pentru a-și recupera fratele ei vitreg, pe bebelușul Toby
- David Bowie ca Jareth Regele Goblin, conducătorul Goblinilor. El îl duce pe Toby în labirintul său la dorința lui Sarah, se îndrăgostește de ea și îi cere să fie consoarta lui
- Toby Froud ca Toby Williams. Fratele vitreg al lui Sarah
- Christopher Malcolm ca Robert, tatăl lui Sarah
- Shelley Thompson ca Irene, mama vitregă a lui Sarah
- Natalie Finland ca zânele labirintului - numeroase zâne înșelătoare cu picioarele goale care locuiesc în Labirint.

### Voci
- Brian Henson ca vocea lui Hoggle, un dwarf supus lui Jareth dar care se împrietenește cu Sarah
- Artist Ron Mueck ca vocea lui Ludo, o bestie-miloasă.
- David Shaughnessy ca vocea vulpoiului Sir Didymus, un cavaler curajos.
  - David Shaughnessy - vocile pălăriei-pasăre, o pălărie cu cap de pasăre purtată de Înțeleptul (The Wiseman).
- Percy Edwards ca vocea lui Ambrosius, un câine ciobănesc englezesc.
- Timothy Bateson ca vocea  Viermelui
- Michael Hordern ca vocea Înțeleptului (The Wiseman), un individ în vârstă cu aspect uman.
- Denise Bryer ca vocea Doamnei Gunoaielor, o locuitoare a Orașului Gunoaielor
- David Healy ca vocea Mânerului din dreapta ușii,  o componentă a ușii aflate între marginea labirintului și pădure.
- Robert Beatty ca vocea Mânerului din stânga ușii,  o componentă a ușii aflate între marginea labirintului și pădure.
- Kevin Clash ca vocea Flăcării (Firey) #1, conducătorul aparent al Flăcărilor
- Charles Augins ca vocea Flăcării #2, prima Flacără care îi cade capul.
- Danny John-Jules ca vocea Flăcării #3, singura Flacără cu mustață.
  - Danny John-Jules interpretează și vocea Flăcării  #4
- Richard Bodkin ca vocea Flăcării #5, prima Flacără care îi sare capul în sus și în jos.

Vocile celor Patru Gardieni sunt interpretate de Anthony Jackson, Douglas Blackwell, David Shaughnessy și Timothy Bateson
Vocile goblinilor sunt interpretate de Michael Attwell, Sean Barrett, Timothy Bateson, Douglas Blackwell, John Bluthal, Brian Henson, Anthony Jackson, Peter Marinker, Ron Mueck, Kerry Shale și David Shaughnessy.

### Păpușari
- Shari Weiser ca Hoggle (interpretări în costum)
- Brian Henson ca Hoggle (interpretări faciale)
- Ron Mueck și Rob Mills ca Ludo
- Dave Goelz și David Barclay ca Sir Didymus
- Steve Whitmire și Kevin Clash ca Ambrosius
- Karen Prell ca Viermele (The Worm)
- Frank Oz ca Înțeleptul (The Wiseman)
- Dave Goelz ca Pălăria-Pasăre a Înțeleptului
- Karen Prell ca Doamna Gunoaielor
- Steve Whitmire, Kevin Clash, Anthony Asbury și  Dave Goelz ca cei Patru Gardieni
- Kevin Clash, David Barclay și  Toby Philpott ca Flacără (Firey) #1
- Karen Prell, Ron Mueck și  Ian Thom ca Flacără #2
- Dave Goelz, Rob Mills și Sherry Ammott ca Flacără #3
- Steve Whitmire, Cheryl Henson și Kevin Bradshaw ca Flacără 4
- Anthony Asbury, Alistair Fullarton și Rollie Krewson ca Flacără 5
- Anthony Asbury ca Mânerul Drept al Ușii
- Dave Goelz ca Mânerul Stâng al Ușii

Jonglerul Michael Moschen a realizat jongleriile complicate ale globului de cristal deținut de Jareth.
Sodlații Goblini sunt interpretați de Marc Antona, Kenny Baker, Michael Henbury Ballan, Danny Blackner, Peter Burroughs, Toby Clark, Tessa Crockett, Warwick Davis, Malcolm Dixon, Anthony Georghiou, Paul Grant, Andrew Herd, Richard Jones, John Key, Mark Lisle, Peter Mandell, Jack Purvis, Katie Purvis, Nicholas Read, Linda Spriggs, Penny Stead și Albert Wilkinson.
Goblinii sunt interpretați de Don Austen, Michael Bayliss, Martin Bridle, Fiona Beynor Brown, Simon Buckley, David Bulbeck, Sue Dacre, Geoff Felix, Trevor Freeborn, Christine Glanville, David Greenaway, Brian Henson, Jim Henson, Brian James, Jan King, Ronnie Le Drew, Terry Lee, Christopher Leith, Kathryn Mullen, Angie Passmore, Michael Petersen, Nigel Plaskitt, Judy Preece, Michael Quinn, Gillie Robic, David Rudman, David Showler, Robin Stevens, Ian Tregonning, Mary Turner, Robert Tygner, Mak Wilson și Francis Wright.